# Psychotria maranhana
Psychotria maranhana är en måreväxtart som beskrevs av Johannes Müller Argoviensis. Psychotria maranhana ingår i släktet Psychotria och familjen måreväxter. Inga underarter finns listade i Catalogue of Life.